# Lucius Aemilius Paullus (konsul 219 f.Kr.)
Lucius Aemilius Paullus (døde 2. august 216 f.Kr.), også stavet Paulus, var konsul i den Romerske Republik to gange, i 219 og 216 f.Kr. Han huskes primært for at være en af hærførerne for den romerske hær i forbindelse med Slaget ved Cannae og for sin død i samme slag. 

## Biografi
Lucius Aemilius Paullus var søn af Marcus Aemilius Paullus, som var konsul i 255 f.Kr. Paullus' medkonsul i sin første periode som konsul var Marcus Livius Salinator. I dette år besejrede han Demetrius af Pharos i den Anden Illyriske Krig og tvang ham til at flygte til Filip 5. af Makedoniens hof. Ved sin tilbagekomst til Rom blev han tildelt en triumf. Han blev efterfølgende anklaget – sammen med sin kollega – for uretmæssigt at have fordelt byttet, selvom han senere blev frikendt.
Under den Anden Puniske Krig blev Paullus igen udnævnt til konsul og tjente sammen med Gajus Terentius Varro. Han delte kommandoen over hæren med Varro i forbindelse med Slaget ved Cannae. Varro førte tropperne frem mod Paullus' råd, og slaget endte med et knusende nederlag for romerne. Paullus døde i slaget, mens Varro formåede at undslippe.
I Silius Italicus' episke digt Punica bliver Paullus beskrevet som at dræbe den karthagiske kommandant Viriathus, inden sin egen død.
Paullus var far til Lucius Aemilius Paullus Macedonicus. Hans datter, Aemilia Tertia, giftede sig med Scipio Africanus, den romerske hærføre, der besejrede Hannibal. Han var bedstefar til Publius Cornelius Scipio Aemilianus, den romerske hærføre, der ødelagde Karthago i forbindelse med den Tredje Puniske Krig.